# Dolné Srnie
Dolné Srnie je obec v západním Slovensku v okrese Nové Mesto nad Váhom. Žije zde 992 obyvatel.

## Poloha
Obec leží na úpatí Bílých Karpat asi 5 km severozápadně od Nového Města nad Váhom.

## Historie
První písemná zmínka o obci byla je z roku 1477.

### Galerie

Dolné Srnie
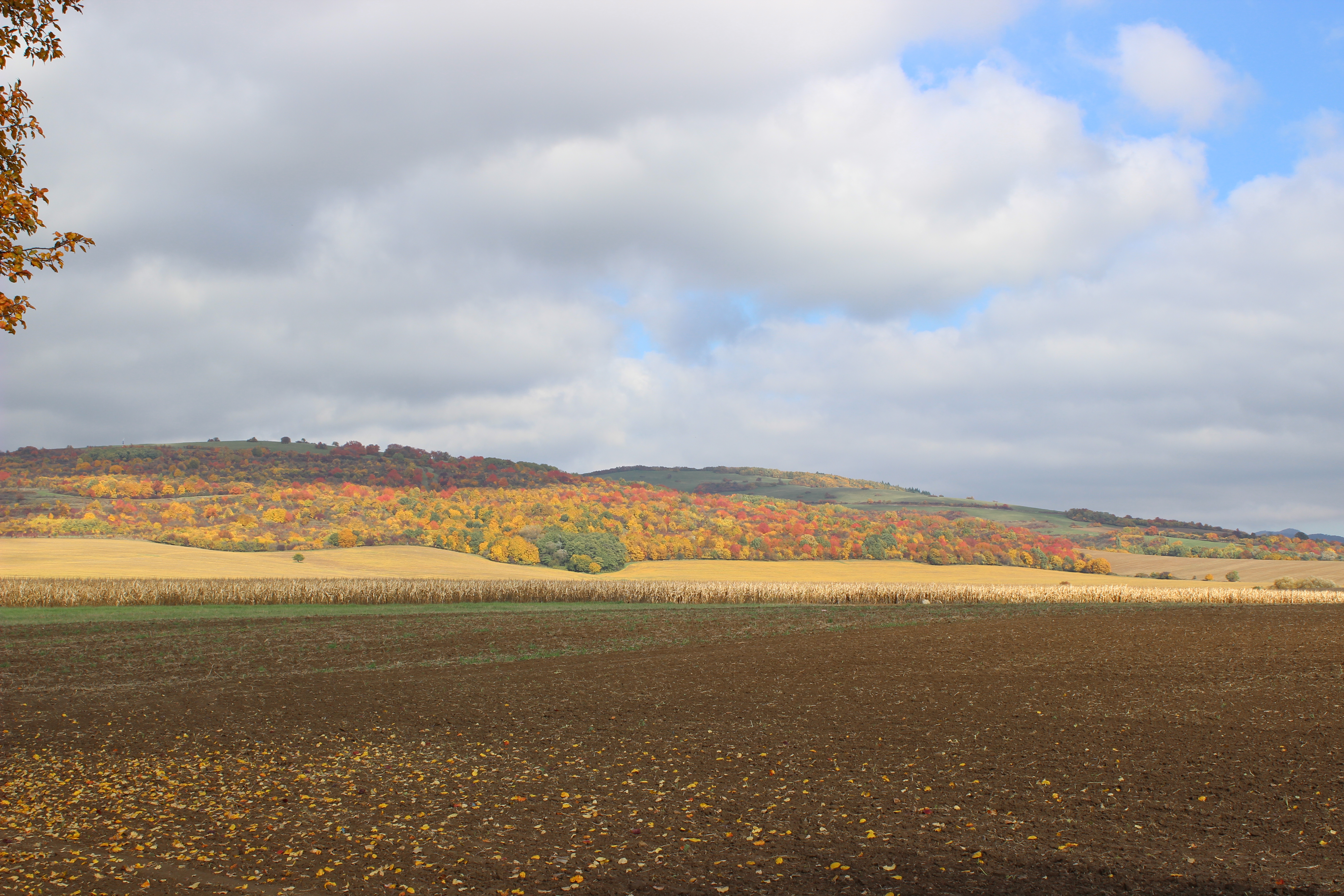
Příroda